# Дембова-Клода (гмина)
Дембова-Клода (пол. Dębowa Kłoda) — сельская гмина (волость) в Польше, входит как административная единица в Парчевский повет, Люблинское воеводство. Население — 3974 человека (на 2004 год).

## Сельские округа
1. Беднажувка
2. Бялка
3. Хмелюв
4. Дембова-Клода
5. Ханув
6. Коденец
7. Корона
8. Кшивовежба-Колёня
9. Леитне
10. Любичин
11. Макошка
12. Марянувка
13. Нетяхы
14. Пахоле
15. Плебаня-Воля
16. Стемпкув
17. Ухнин
18. Выхалев
19. Задембе
20. Жмярки

## Соседние гмины
1. Гмина Яблонь
2. Гмина Парчев
3. Гмина Подедвуже
4. Гмина Сосновица
5. Гмина Стары-Брус
6. Гмина Усцимув
7. Гмина Вырыки